# Newton (Georgia)
Newton település az Amerikai Egyesült Államok Georgia államában, Baker megyében, melynek megyeszékhelye is. Lakosainak száma 602 fő (2020. április 1.).

## Népesség
A település népességének változása:

| 2010 | 654 |
| 2020 | 602 |